# Nemzeti alaptanterv
A Nemzeti alaptanterv (továbbiakban Nat) a magyarországi köznevelés legfőbb tartalmi-szabályozó dokumentuma, mely a magyar kulturális és pedagógiai örökség gyökereiből táplálkozik, annak hagyományaira épül. Meghatározza azokat a nevelési-oktatási alapelveket, amelyek biztosítják az iskolai nevelés-oktatás tartalmi egységét, valamint az iskolák közötti átjárhatóságot. A 2011-ben elfogadott a nemzeti köznevelésről szóló 2011. évi CXC. törvénynek (a továbbiakban: Nkt.) megfelelően a Nat szerint is köznevelési alapfeladat a nemzeti műveltség, a hazai nemzetiségek kultúrájának átadása, megőrzése, az egyetemes kultúra közvetítése, az erkölcsi érzék és a szellemi-érzelmi fogékonyság elmélyítése.
A Nkt. rendelkezik arról, hogy rendszeresen, de legalább ötévenként értékelni kell az Óvodai nevelés országos alapprogramját és a Nat bevezetésével és alkalmazásával kapcsolatos tapasztalatokat, ennek ismeretében a szükséges módosítást a Kormánynál kell kezdeményezni. A módosított Nat kormányrendeletben kerül közlésre, melynek hatálya kiterjed az iskolákra, a tanulókra, a pedagógusokra, a szülőkre.
A Nat-ban foglaltak érvényesülését a kerettantervek biztosítják, melyeket az irányelvekkel és alapprogramokkal együtt a köznevelésért felelős miniszter ad ki.
A jelenleg hatályos 2020-as NAT előtt további négy Nemzeti Alaptanterv látta el a szabályozási feladatokat (1995, 2003, 2007, 2012).

## Funkciója
A Nat meghatározza az elsajátítandó műveltségtartalmat, valamint kötelező rendelkezéseket állapít meg az oktatásszervezés körében, különös tekintettel a tanulók heti és napi terhelésének korlátozására. Továbbá lehetőséget, mozgásteret biztosít az intézmények különböző adottságaiból adódó különbségek pedagógiai, módszertani kezelésére és a pedagógusok szakmai kreativitásának kiteljesítésére is. A Nemzeti alaptanterv lefekteti a köznevelés szemléleti, elvi és tartalmi alapjait, meghatározza az alapműveltség kötelezően közvetítendő tartalmait minden magyarországi köznevelési és szakképző intézmény számára (az utóbbiak esetében természetesen csak a köznevelési tartalmakra vonatkozóan).
A Nat az iskolai nevelés-oktatás egységes pedagógiai folyamatára műveltségi területenként határozza meg az iskolai nevelés-oktatás tartalmát. A megjelenített műveltségi/tanulási területek követelményei azonos elvek szerint épülnek fel. Fejezetegységek: alapelvek, célok; fejlesztési feladatok; a nevelési-oktatási szakaszoknak megfelelő közműveltségi tartalmak. A Nat meghatározza a fejlesztési területeket, nevelési célokat és értékeket, a tanulók fejlesztését támogató pedagógiai tevékenységek egymásra épülésére vonatkozó elveket, a kulcskompetenciákat, a műveltségi területek tartalmát.

## A nevelés-oktatás pedagógiai szakaszai
A Nat az alap- és középfokú nevelés-oktatás pedagógiai szakaszára fogalmaz meg érvényes értékeket, műveltségképet, tudás- és tanulásértelmezést. A nevelés-oktatás 12 évfolyama egységes folyamat, amely három képzési szakaszra oszlik. A Nat-ban meghatározott fejlesztési feladatok az egyes képzési szakaszokhoz kapcsolódnak, melyek a következők:
- az alapfokú nevelés-oktatás szakasza: 1–4. évfolyam;
- 5–8. évfolyam;
- a középfokú nevelés-oktatás szakasza: 9–12. évfolyam.

A 6 és a 8 évfolyamos gimnáziumok a középfokú intézmények közé tartoznak, függetlenül attól, hogy mely képzési szakaszokat foglalják magukba.

## Nevelési célok
A Nat általános nevelési céljaiként nevezi meg, hogy a felnövekvő nemzedék:
- a haza felelős polgárává váljék;
- kifejlődjék benne a hazafiság érzelemvilága;
- reális önismeretre és szilárd erkölcsi ítélőképességre tegyen szert;
- megtalálja helyét a családban, a szűkebb és tágabb közösségekben, valamint a munka világában;
- törekedjék tartalmas és tartós kapcsolatok kialakítására;
- legyen képes felelős döntések meghozatalára a maga és a gondjaira bízottak sorsát illetően;
- váljék képessé az önálló tájékozódásra, véleményformálásra és cselekvésre;
- ismerje meg és értse meg a természeti, társadalmi, kulturális jelenségeket, folyamatokat;
- tartsa értéknek és feladatnak a kultúra és az élővilág változatosságának megőrzését.

A Nat által meghatározott általános nevelési célok, fejlesztési területek valamennyi pedagógus számára irányadók, így a köznevelés egészét áthatják. Ennek révén lehetséges a jövő magyar társadalmának nevelése, a felnövekvő generációk értékrendjének, értékközösségének biztosítása.

## Fejlesztési területek
A Nat 12 fejlesztési területet határoz meg:
1. Erkölcsi nevelés
2. Nemzeti öntudat, hazafias nevelés
3. Állampolgárságra, demokráciára nevelés
4. Az önismeret és a társas kultúra fejlesztése
5. A családi életre nevelés
6. A testi és lelki egészségre nevelés
7. Felelősségvállalás másokért, önkéntesség
8. Fenntarthatóság, környezettudatosság
9. Pályaorientáció
10. Gazdasági és pénzügyi nevelés
11. Médiatudatosságra nevelés
12. A tanulás tanítása

## Kulcskompetenciák
A Nat az Európai Unió által ajánlott kulcskompetenciákból kiindulva, arra építve, de a hazai sajátosságokat figyelembe véve az alábbiak szerint meghatározza a tanulási területeken átívelő általános kompetenciákat, továbbá azokat, amelyek egyetlen tanulási területhez sem köthetők kizárólagosan, hanem változó mértékben és összetételben épülnek a megszerzett tudásra, fejlődnek a tanulási-tanítási folyamatban.
1. A tanulás kompetenciái
2. A kommunikációs kompetenciák (anyanyelvi és idegen nyelvi)
3. A digitális kompetenciák
4. A matematikai, gondolkodási kompetenciák
5. A személyes és társas kapcsolati kompetenciák
6. A kreativitás, a kreatív alkotás, önkifejezés és kulturális tudatosság kompetenciái
7. Munkavállalói, innovációs és vállalkozói kompetenciák

## Műveltségi/tanulási területek
A tartalmi szabályozókban tanulási terület alatt műveltségi területet kell érteni.
| Tanulási terület (műveltségi terület) | Tantárgyak                                                                                          |
| Magyar nyelv és irodalom              | irodalom, magyar nyelv                                                                              |
| Matematika                            | matematika                                                                                          |
| Történelem és állampolgári ismeretek  | történelem, állampolgári ismeretek, hon- és népismeret                                              |
| Etika / hit- és erkölcstan            | etika / hit- és erkölcstan                                                                          |
| Természettudomány és földrajz         | környezetismeret, természettudomány, integrált természettudomány, biológia, kémia, fizika, földrajz |
| Idegen nyelv                          | első és második idegen nyelv                                                                        |
| Művészetek                            | ének-zene, dráma és színház, vizuális kultúra, mozgóképkultúra és médiaismeret                      |
| Technológia                           | technika és tervezés, digitális kultúra                                                             |
| Testnevelés és egészségfejlesztés     | testnevelés                                                                                         |
| Közösségi nevelés                     | osztályfőnöki                                                                                       |

A magyar nyelv és irodalom, a matematika, illetve a történelem és állampolgári ismeretek műveltségi területekre a Nat tartalma érvényes a szakgimnáziumban és – a szakképzési törvényben meghatározott eltérésekkel – a technikumban is.